# حر الجنس
حر الجنس  أو كُوير أو غريب أو شاذ (بالإنجليزية: Queer)‏ هو مصطلح عام يشير إلى الأقليات الجنسية من غير المغايرين. تعني كوير في الأساس العليل أو الغريب أو المهووس أو غير المألوف، واستخدم هذا المصطلح للتحقير والإساءة لأولئك الذين كان لديهم الميل لنفس جنسهم أو من هم في علاقات مثلية القرن التاسع عشر.
في أواخر الثمانينات، بدأ ناشطو ومثقفي «الكوير» استعمال الكلمة للدلالة على جزء من مجتمع وتأكيد هويته الاجتماعية المختلفة عن الهوية الاجتماعية لمثليّ الجنس. كوير قد تستخدم من قبل الذين يرفضون الهويات الجنسية التقليدية أوسع، أقل تمثلاً، وكبديل مبهم عمدًا للإل جي بي تي.

## أصل الكلمة

### كوير كمرادف للغرابة
بدخول القرن السادس عشر عَنَت ’’كوير‘‘ في اللغة الإنجليزية غريب، عجيب، غريب الأطوار، أو الشاذ. كما يمكن أن تشير إلى شيء مريب أو «ليس تمام الصواب»، أو إلى شخص به اضطراب خفيف أو الذي يسلك سلوكًا غير لائق اجتماعيًا، عليل. وفي الإنجليزية الشمالية يقال "There's nowt so queer as folk،" وتعني، «ما من شيء غريب مثل الناس،» أو بمعناه.
معانٍ مترتبطة لمصطلح كوير تشمل الشعور بعدم العافية أو شيء مريب أو مشبوه. قول "in Queer Street" بدأ إستخدامه في المملكة المتحدة لشخصٍ يقع في ورطة مالية. في سنة 1904 بقصة شرلوك هولمز  «مغامرة وصمة العار الثانية»، هدد المحقق ليستيرد أن الشرطي الفاسق سوف «يجد نفسه في شارع الغريب» (أي سيفقد منصبه).

### كوير كعبارة إزدراء
مع صدور «مغامرة وصمة العار الثانية»، بدأ المصطلح في كسب دلالة على الإنحراف الجنسي، ليشير إلى الرجال المؤنثين أو الرجال الذين يريدون خوض علاقات مثلية. سجل أول استخدام للكلمة بهذا المعنى لاحقًا سنة 1894 من قبل جون دوغلاس المركيز التاسع كوينزبري. استخدام كوير كمصطلح إزدرائي للرجال المتأنثين أصبح ذائعًا في القرن العشرين. في بدايات القرن العشرين، الأفراد مع هوية جنسية غير معيارية أو بين الجنسين، بما فيهم الكاتبة والشاعرة الإنجليزي رادكليف هول، فضلوا هوية  معكوسة جنسيًا. في منتصف قرن العشرين، فقدت هوية المنعكس جنسيًا وتحولت إلى هوية Homophile. في عقدي الستينات والسبعينات، بُذلت الهوية بهوية مثلية راديكالية أكثر، في الوقت الذي ضم فيه الأناس المتحولين جنسيًا، متطابقي الأوصاف الجنسية.
خلال تناوب الأسماء الخارجية من إنفيرت إلى هوموفيل إلى غاي، تحول كوير بشكل سيئ لإستعماله على الرجال الذين يعتقد بمشاركتهم في في جنس شرجي أو فموي مع رجال آخرين والذين بينوا تعبيرات غير معيارية بين الجنسين.

### استصلاح المصطلح
بدايةً مع أواخر الثمانينات، أستعيدت تسمية كوير من إستخدامها الإزدرائي كتعبير طبيعي أو إيجابي من قبل الأشخاص -المثليين ومزدوجي الميل والمتحولين جنسيًا- عن هويتهم.
إحدى هذه الإستخدامات المبكرة من قبل مجتمع المثليين كانت منظمة تدعى أمة الغرباء، التي تكونت في مارس 1990 ووزعت منشوارت مجهولة الهوية في مسيرة فخر المثليين بنيويورك في يونيو 1990 بعنوان «أيها الغرباء اقرأوا هذا» وكان من ضمن ما جاء فيها:«أن استخدامنا للفظ الغرباء هو تذكير لنا بطريقة نظر بقية العالم تجاهنا» ونصها بالإنجليزية:" Using "queer" is a way of reminding us how we are perceived by the rest of the world."

## ترجمة كوير
لا تزال معظم القواميس الأجنبية والعربية تحافظ على ترجمة المصطلح إلى معناه الإزدرائي للمثليين،[محل شك] غير أنه مع نهاية عقد 2000 بدأت بعض المنظمات الحقوقية المثلية العربية باستخدام مصطلح «أحرار وحرائر الجنس» كمرادف لكلمة كوير الإنجليزية.

## انطر أيضا
- شعارات ضد المثلية